# West Alexandria
West Alexandria is een plaats (village) in de Amerikaanse staat Ohio, en valt bestuurlijk gezien onder Preble County.

## Demografie
Bij de volkstelling in 2000 werd het aantal inwoners vastgesteld op 1395.
In 2006 is het aantal inwoners door het United States Census Bureau geschat op 1335, een daling van 60 (-4,3%).

## Geografie
Volgens het United States Census Bureau beslaat de plaats een oppervlakte van
1,9 km², geheel bestaande uit land. West Alexandria ligt op ongeveer 299 m boven zeeniveau.

## Plaatsen in de nabije omgeving
De onderstaande figuur toont nabijgelegen plaatsen in een straal van 16 km rond West Alexandria.